# Calliandra eriophylla
La barba de chivo o charrasquillo (Calliandra eriophylla) es un arbusto perenne que crece hasta un metro de alto. Perteneciente a la subfamilia Mimosoideae dentro de las leguminosas. Es una especie americana que se distribuye desde el suroeste de Estados Unidos hasta el sur de Uruguay en climas tropicales.

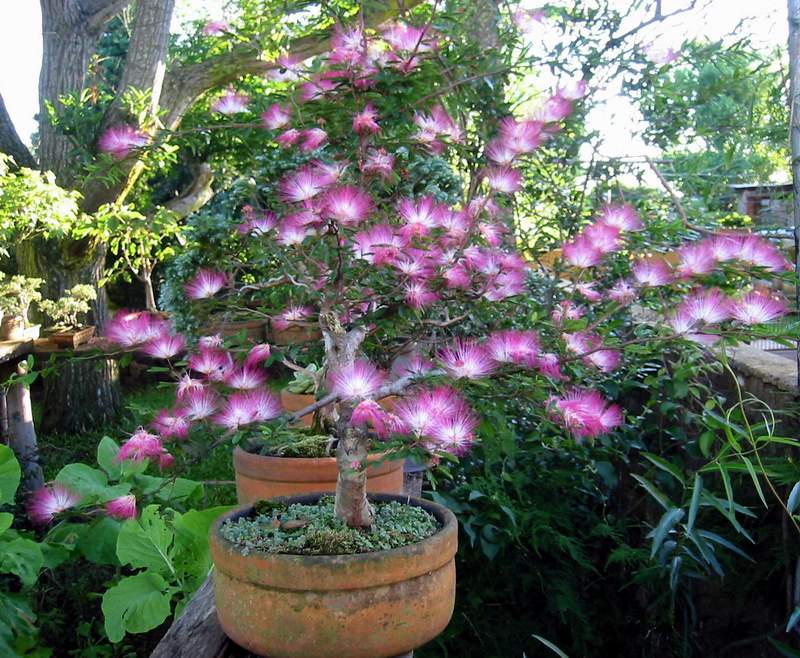
Bonsái

## Descripción
Es un arbusto perenne de 20cm a 1m de alto, sus tallos son leñosos, erectos, muy ramificados desde la base; sus ramas cuando jóvenes son cilíndricas,  cubiertas de pelos ásperos, de color grisáceos o blanquecinos  en las  partes  más jóvenes.  
Las hojas son bipinnadas, y de hasta 1,4 cm largo, las pinnas son de 1 a 3 pares, 0,5 a 1,5 cm  largo; cuyas estípulas  tienen hasta 5 mm de largo, y son estrechas,  foliáceas, caducas; los pecíolos  0,2 a 0.,7 cm de largo; raquis 0,3 a 0,5 cm largo; folíolos de 6 a 10 pares por pinna,  2 a 4,5 mm  largo,  0,8 a 1,3 mm  ancho, siendo delgados y estrechos, base oblicua, ápice agudo, membranosos, lisos en el haz y con vellosidades en el envés. 
Las inflorescencias son axilares, en capítulos poco densos, cada uno de 3 a 8 flores; pedúnculos agrupados formando un manojo o en tallos cortos, hasta 1 cm largo. Las flores son diurnas, semejantes, sin soporte; con el cáliz ampliamente campanulado, membranoso, rojizo, con vellosiddes o liso; corola campanulada, membranosa, y de color rojo púrpura,  con vellosidades  o lisas;  estambres, rojos, rosados o blancos en la mitad basal y rojos o rosados en la mitad distal. Las flores, que aparecen entre fines de invierno y fines de primavera. 
El fruto es tipo legumbre, erectos a ascendentes, de 3 a 10 cm de largo, y de 0.5 a 0.8 cm ancho, largos y estrechos, rígidos, de consistencia similar al cuero, provisto de vellosidades, con tricomas cortos y  blancos. 
Las semillas son de 5 a 6 mm de largo, y de 3 a 4.5 mm de ancho, más largos que anchos y elipsoidales, en forma de pera o disco, testa parda, generalmente con manchas. 
Existen unas 50,000 aproximadamente en Veracruz
Calliandra eriophylla se distingue por las hojas, que presentan de una a tres pares de pinnas, por la ausencia de glándulas peciolares y flores con filamentos más numerosos y más largos que se fusionan formando un tubo basal.  La floración de esta especie se presenta de mayo a septiembre y su fructificación de junio a noviembre.

## Distribución
El género Calliandra es endémico de América, principalmente en trópicos y subtrópicos, desde el suroeste de los Estados Unidos hasta Sudamérica, incluyendo las Antillas, en regiones áridas y semiáridas, con dos centros principales de diversificación, uno en el noreste de Brasil y el otro en el sureste de México. Está conformado por cerca de 135 especies, de las cuales, 30 se encuentran en México.
Para el caso específico de Calliandra eriophylla en México se conoce en los estados de Aguascalientes,  Baja  California, Chiapas,  Chihuahua,  Coahuila, Durango,  Guanajuato,  Jalisco, Nuevo León,  Oaxaca, Puebla,  Querétaro, San Luis Potosí, Sonora, Sinaloa, Tamaulipas y Zacatecas.

## Hábitat
El charrasquillo es una planta que se puede encontrar en bosque tropical caducifolio, dominado por especies arborescentes, donde la temperatura anual media oscila entre los 20 y 29 °C, con lluvias estacionales muy marcadas y cuya precipitación media anual varía entre los 300 y 1200 mm, también puede crecer y desarrollar en matorral xerófilo cuyo clima es seco, con lluvias muy escasas y precipitación menor a los 700 mm anuales, con temperatura promedio de 12 a 26 °C, puede encontrarse en elevaciones de 700-2420 m s. n. m.

## Taxonomía
El género fue descrito por George Bentham  y publicado en London Journal of Botany 3: 105. 1844.
Etimología
Calliandra: nombre genérico derivado del griego kalli = "hermoso" y andros = "masculino", refiriéndose a sus estambres bellamente coloreados.
eriophylla: epíteto latino de erio = "lana" y phylla = "hoja", refiriéndose a sus hojas.
Variedades
- Calliandra eriophylla var. chamaedrys Isely
- Calliandra eriophylla var. eriophylla Benth.[1]

## Nombres comunes
- Español: Charrasquillo, Cabello, Cósahui del Norte.

## Usos
Tiene diversos usos ornamentales, funciona bien como un arbusto de jardín si se poda y se controla el crecimiento. Es una buena opción para jardines secos y semi desérticos, puede tolerar algo de sombra pero florea profusamente solo al sol. Su denso sistema radical proporciona control para la erosión. Incluso se ha utilizado para generar bonsáis con hermosas floraciones.
En vida silvestre Calliandra eriophylla es comestible para los venados, y sus flores que son fuente de néctar atraen mariposas y colbríes así como las codorníces (Coturnix sp) pueden alimentarse de sus semillas.

## Estado de conservación
Es una especie cuya distribución en México se ha reportado en varios estados del País, sin embargo no se encuentra bajo alguna categoría de protección de acuerdo a la NOM-059- SEMARNAT-2010. Tampoco es una especie bajo alguna categoría de protección de la UICN.